# Château du Masgelier
Le Château du Masgelier ou, plus simplement, Le Masgelier, situé dans le département de la Creuse à 10 kilomètres de Grand-Bourg, fut une maison d'accueil pour enfants juifs durant la Seconde Guerre mondiale. Le château loué par l'Œuvre de secours aux enfants (OSE) était dirigé par Hélène et Jacques Bloch. Des enfants juifs y furent dissimulés de janvier 1940 à octobre 1943.

## Historique
Construit au XVIIe siècle pour l'une des maîtresses royales de Louis XIV, Louise de la Vallière, le château qui servait d'exploitation agricole était bien délabré lorsque l'Œuvre de secours aux enfants décida de le louer pour y ouvrir une colonie d'enfants fin 1939. Début 1940, Jacques Bloch et sa femme, Hélène, en assurent la direction, bientôt rejoints par une équipe  d'une trentaine de personnes qui frappe par son caractère international. Dès janvier 1940, le foyer accueille des enfants juifs. À l'été 42, ils sont plus de cent. Le Masgelier est un véritable havre de paix qui sera cependant troublé à deux reprises, été 1942 et 43, par des descentes de la gendarmerie venue arrêter des enfants.
La remise en état du site participe du projet pédagogique du milieu d'accueil, chacun y mettant sa contribution. Il disposera bientôt d'un potager, d'une basse-cour. Dans les premières heures de la guerre, les enfants étaient scolarisés au hameau Saint-Martin. En septembre 1940, les cours seront directement organisés au Masgelier. Beaucoup de pédagogues pratiquent des pédagogies actives, si bien que le Masgelier ne tarde pas à être rebaptisé la République des enfants. De vocation laïque, le Yiddish y est enseigné et les fêtes juives rythment cependant la vie de la communauté.
Fin juin 1942, l'OSE tient une réunion au Masgelier face à la recrudescence des arrestations de ses membres et à la menace bien réelle de voir le Régime de Vichy faire des rafles d'enfants dans les différents lieux d'hébergement qu'elle gère.
De temps à autre, les enfants recevaient du courrier de leurs parents, c'était pour eux l'occasion de joies intenses ou tristesses immenses lorsque le courrier n'arrivait plus. Les aînés comprenaient rapidement ce que ce silence signifiait mais il en allait autrement avec les plus jeunes. Il arrivait ainsi que les éducateurs écrivent de faux courriers pour les espacer ensuite dans le temps ce qui permettait de ne pas confronter directement les enfants à la brutalité émotionnelle d'un adieu définitif. Dans cette même optique, les enfants dont les parents avaient été déportés continuèrent à écrire des courriers qui ne partiraient jamais vers leurs destinataires.
Le 12 décembre 1942, le Commissariat général aux questions juives impose à l'UGIF de licencier tous les juifs étrangers avant février 1943. Jacques et Hélène Bloch sont contraints de quitter leurs fonctions au Masgelier en mars 1943. Ils regagnent la direction générale de l'OSE à Chambéry. Face aux vagues d'arrestations, ils rejoindront la Suisse en juin 1943. Ils seront remplacés par Rosette Lederman-Markovitch puis par André et Jeanne Klotz.
Sur toute la durée de la guerre, 243 familles eurent un ou plusieurs de leurs enfants hébergés au Masgelier, soit plus de 335 enfants au total. Serge Klarsfeld et Popeck furent de ceux-là.
En octobre 1943, le Masgelier doit être fermé pour des raisons de sécurité. Il ouvre à nouveau dans l'immédiat après-guerre vers octobre 1944 (avec monsieur Dreyfus, directeur, qui partira aux Etats-Unis avec ses enfants Lise et David, vers mai 1945) pour accueillir des enfants dispersés. Certains enfants orphelins y furent hébergés jusque dans les années 1950, notamment Popeck qui y arriva en mai 1945. Le Masgelier devint ensuite un centre de vacances pour enfant.

### Équipe du Masgelier
- Denise Bauman, psychologue, éducatrice[5].
- Hélène Bloch responsable du projet d'accueil jusqu'en mars 1943.
- Jacques Bloch responsable du projet d'accueil jusqu'en mars 1943.
- Gertrude Blumenstock-Lévy, éducatrice, assassinée en juin 1944[5],[6].
- Moïse Blumenstock, médecin, fusillé par les allemands en mai 1944[5].
- Elisée Cogan, médecin[7], responsable de l'intendance.
- Jean Cogan, médecin[5].
- Marcel Geisner médecin[5].
- Ignace Giblin, déporté en mai 1944.
- Gaston Grandpey, instituteur de février à novembre 1941.
- André Klotz, responsable du projet d'accueil[5].
- Jeanne Klotz, responsable du projet d'accueil[5].
- Rosette Lederman-Markovitch, responsable du projet d'accueil[5].
- Irène Marchessou-Soulier, éducatrice.
- Gilberte Marteau-Cogan, responsable de l'intendance.
- Boris Pludermacher, de 1940 à 1944[5],[8]
- Louba Jungermann-Pludermacher, éducatrice de 1940 à 1944[5].
- Sonia Vaisbrot-Pludermacher, éducatrice.
- Kiwa Vaisbrot, magasinier, ravitailleur.